# Elfriede Abbe
Elfriede Martha Abbe (* 6. Februar 1919 in Washington, D.C.; † 31. Dezember 2012 in Manchester, Vermont) war eine US-amerikanische Bildhauerin, Holzgraveurin und Illustratorin botanischer Werke. Im Selbstverlag druckte sie ihre Werke auf einer Presse in ihrem Studio.

## Leben
Elfriede Abbe wurde 1919 als Tochter von Cleveland Abbe Jr. und Frieda Abbe, geborene Dauer, in Washington D.C. geboren. Ihr Bruder war der Botaniker Ernst C. Abbe (1905–2000). Abbe schloss das College of Architecture der Cornell University im Jahr 1940 mit dem Bachelor of Fine Arts ab. Sie war Studentin von H.P. Camden und Brenda Putnam. Sie arbeitete von 1942 bis zu ihrem Ruhestand im Jahr 1974 als Illustratorin an der Cornell University.
Sie zog 1974 nach Manchester, Vermont und war Mitglied des Southern Vermont Arts Centers. In Braunschweig, der Heimatstadt ihrer Mutter, richtete sie an der Herzog-August-Bibliothek ein Stipendium zur Förderung von Gedächtniskonzerten ein.
Elfriede Abbe starb am 31. Dezember 2012 in Manchester, Vermont.

## Werk
- Battered Seaweeds im Metropolitan Museum of Art[4]
- Plants of Virgil’s Georgics, 1962 in der National Gallery of Art[5]
- The Hunter ausgestellt auf der 1939 New York World’s Fair[6]
- Aesop’s Fables Retold im Museum of Fine Arts, Boston[7]
- The Geese and the Cranes im Museum of Fine Arts, Boston[7]